# Pomos (Chipre)
Pomos (en griego: Πωμός) es una localidad en el Distrito de Pafos en Chipre, situada a 17 km al nordeste del pueblo de Polis Chrysochous.
A pesar de ser uno de los pueblos más remotos de Chipre acoge varios eventos culturales y festividades.
El famoso Ídolo de Pomos se descubrió allí.

## Geografía y Población
El pueblo está construido junto al mar, a una altura media de 10 metros. El pueblo de Pomos acumula una precipitación anual media de alrededor 440 milímetros de agua; en la región se cultiva cítricos, plátanos, almendros, aguacates, nogales, olivos, algunas verduras y pistachos. Hay muchas áreas no cultivadas que están cubiertas por vegetación natural, como pinos y tomillo. El lado sur del pueblo está incluido en la propiedad estatal de los bosques de Pafos.
Su ubicación en la costa contribuyó a su crecimiento gracias a la pesca. En el litoral de Pomos, funciona una refugio pesquero que acoge a los barcos de pesca de los residentes locales.
El pueblo se encuentra con un aumento demográfico continuo. En 1881 los residentes de la aldea eran 183, pero 100 años más tarde aumentaron hasta 543. En el último censo que se llevó a cabo en 2001 habían aumentado hasta 595.

## Historia

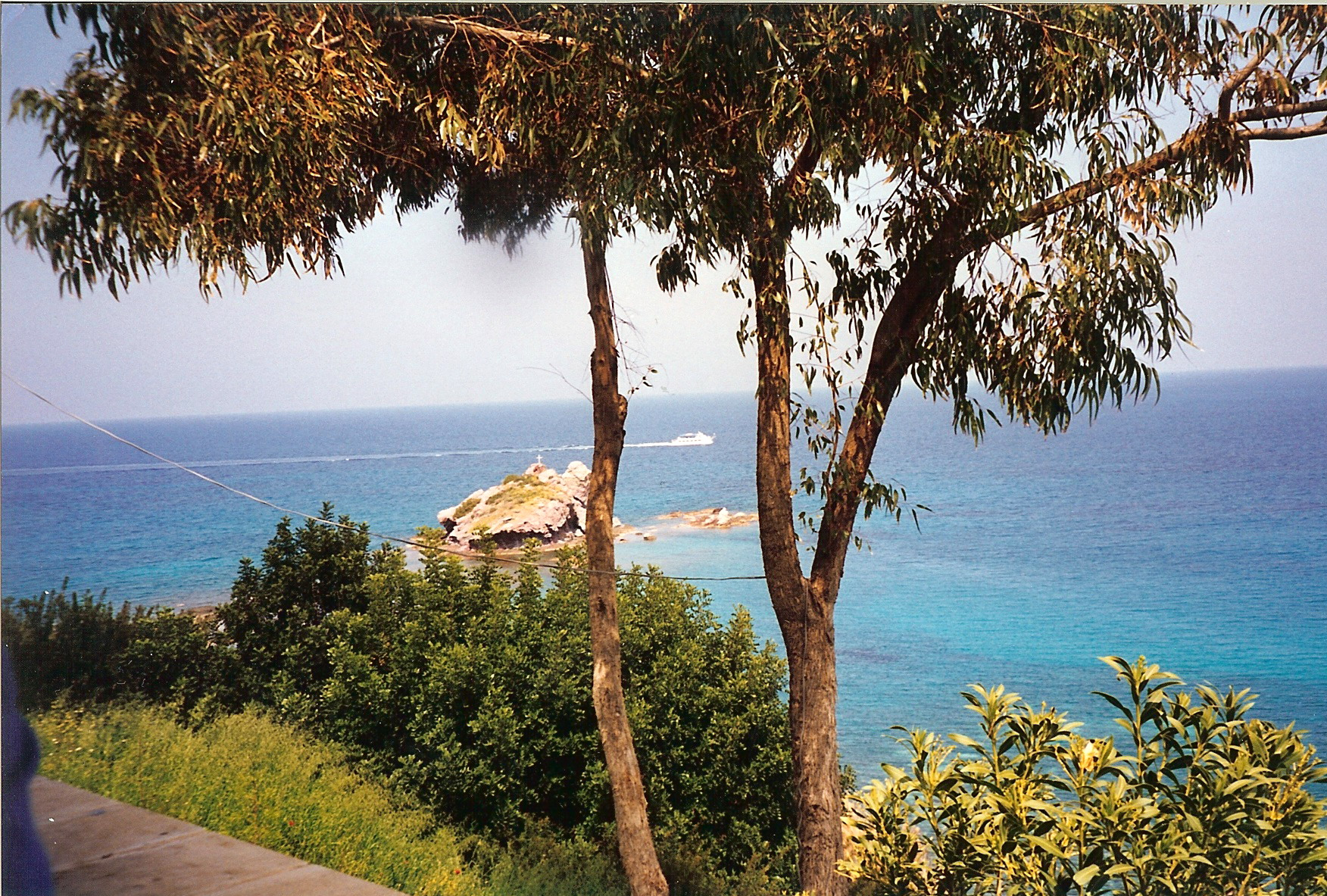
Bahía de Chrysochou, donde se sitúa Pomos

El pueblo existía con el mismo nombre en la Edad Media y en los mapas antiguos aparece como Pomo. Algunos investigadores y estudiantes llamaban a la aldea como Pomos, algo sin embargo que no era explicado etimológicamente. Por el contrario, esto si se hacía cuando se le daba el nombre de Pwmos, ya que se consideraba que el nombre de la aldea tenía orígenes antiguos griegos, en concreto de la palabra altar o "Vwmos". Es muy probable que en la antigüedad existiera en la región un templo dedicado a una diosa (tal vez a Venus) con un famoso altar.
En la región hay un espacio arqueológico de la época prehistórica, que aún no se ha investigado y estudiado por completo. Existe también la teoría de que en la misma región estaba la legendaria ciudad antigua de Kallinousa, que sin embargo no se confirma en las fuentes literarias antiguas y no ha contado con el apoyo de la investigación arqueológica. La única pista que probaría la existencia de una ciudad tan antigua sería el viejo nombre del Cabo de Pomos, que Claudio Ptolomeo llamó "Kallinousa". Una vez más, algunos investigadores en la Antigüedad (como el archimandrita Kyprianos) identifican a Kallinousa con la también antigua ciudad chipriota de Alexandría, que se encuentra marcada en los mapas medievales como Alexandreta (Alesandreta), en la región de Pomos.
La región de Pomos está relacionada probablemente con el viaje allí de Santa Elena en el siglo XIV d.E., cuando la madre de Constantino el Grande habría visitado Chipre. Una vez más, no existen pistas explícitas, excepto el hecho de que cerca de Pomos existía también otro asentamiento (de los años bizantinos y los años de dominación de los francos), que fue llamado "Agia Eleni". Este asentamiento se encuentra en el lado norte de Pomos. Fue destruido durante el período de la dominación otomana.